# ラヴ (ジョン・レノンの曲)
「ラヴ」(英語: Love) は、ジョン・レノンの楽曲。1970年に発表されたアルバム『ジョンの魂』に収録された。のち、1982年、1998年にシングルが発売された。

## 概要
ジョン・レノンは「ラブ」をシングルとしてリリースすることも検討、結果として「マザー」のシングルカットを支持したが、ラジオ局の中には「マザー」を敬遠し、「ラブ」をオンエアする局も見られた。
歌詞は、「アクロス・ザ・ユニバース」と同様に松尾芭蕉の句集からインスパイヤされて作ったといわれ、愛の概念について短くシンプルに書き連ねられている。演奏も、ジョンのアコースティック・ギターとフィル・スペクターのピアノだけである。
この曲は、ジョンの生前にはシングル・カットされなかった。1982年に初のベスト・アルバム『ジョン・レノン・コレクション』に収録された際、このアルバムからのカット曲として初めてシングル・カットされている（B面は『イマジン』の収録曲「真実が欲しい」）。しかしこのヴァージョンは、ラジオでのオンエアを考慮し、冒頭とラストのピアノ・ソロパートが歌の部分と同じリミックスがなされたものである。ちなみに、オリジナルは前曲の「思い出すんだ」のラストである爆発音とクロスフェードする流れになっているため、フェードインで始まるイントロとなっている。

## カバー
- 日本では、レターメンによるカバー・ヴァージョンが、1971年にオリコンで最高19位を記録し、オール・ジャパン・ポップ20（文化放送）でも上位に食い込むヒットになった。
- 尾崎紀世彦は、1972年にカバーし、アルバム『尾崎紀世彦 アルバムNo.5』『尾崎紀世彦の世界』に収録された。
- ヴィッキー、シャーリー・バッシー、バーブラ・ストイライサンド、ザ・キュア、ケニー・ロギンス、モーガン・フィッシャー、ザ・ミッション、ベックらもカバーしている。
- 和田アキ子、1974年に「ふれあう愛（ラブ）」というタイトルで日本語カバーした。
- 西城秀樹、1974年の「西城秀樹リサイタル/ヒデキ・愛・絶叫!」（SIDE A1）でカバー。
- イギリスのバンド・ドリーム・アカデミーは、1990年にアルバム『A Different Kind Of Weather』でカバー。リカット・シングルにもなった[2]。
- フジファブリックは、2005年に発売したジョン・レノンのトリビュート・アルバム『HAPPY BIRTHDAY, JOHN』でカバーした[3]。

## メディアでの使用
- 1998年に日本テレビ系テレビドラマ『世紀末の詩』でエンディング・テーマとして使用され、再びシングル・カットされ、翌1999年には日本ゴールドディスク大賞で「ソング・オブ・ザ・イヤー」を受賞した。

## その他
- 桑田佳祐は、ジョン・レノンの楽曲で一番好きな曲と公言しており、自身のラジオ番組『桑田佳祐のやさしい夜遊び』では何度か生唄で披露している。